# Гродненська тютюнова фабрика

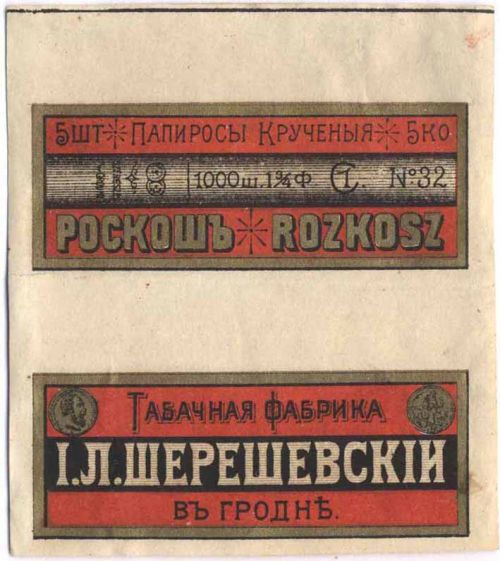
Пачка сигарет «Розкіш» (Роскошь, Rozkosz) виготовлений фабрикою «І. Л. Шерешевський» наприкінці XIX — на початку XX ст

Гродненська тютюнова фабрика «Неман», АТ (біл. ААТ «Гродзенская тытунёвая фабрыка "Нёман"» ; рос. ОАО «Гродненская табачная фабрика "Нёман"») — найбільший виробник цигарок у Білорусі, розташований у Гродно. Його частка на білоруському ринку тютюнових виробів оцінюється в 72 %, а частка виробництва — у 80 %.

## Історія
Тютюнова фабрика була заснована в Гродно в 1861 році купцями Лейбою Шерешевським та Абрамом Гордоном. Фабрика стала однією з найбільших у Російській імперії; вона продовжувала виробництво в Польщі та в Радянському Союзі. У 2007 році підприємство було реорганізовано в акціонерне товариство, але воно продовжує перебувати у державній власності.
У 1990-х — на початку 2000-х фабрика виробляла дешеві цигарки. Еволюція споживчих потреб і зростання зарплат у 2000-х роках змусили фабрику придбати обладнання та розпочати виробництво сигарет середнього класу.

## Виробництво
У 2016 році фабрика випустила 24,4 млрд сигарет, маючи 914,3 млн BYN (близько 455 млн USD) виручки та 100,1 млн BYN (50 млн USD) чистого прибутку.
Завод випускає як власні торгові марки (FEST, NZ, Мінськ, Портал, VIP, Magnat та інші), так і ліцензійне виробництво для British American Tobacco (Kent, Pall Mall, Lucky Strike, Vogue, Capri, Alliance, Viceroy).
У 2016 році 83,2 % випущених сигарет було реалізовано на внутрішньому ринку, 16,8 % експортовано.
Станом на 2016 рік більша частина обладнання фабрики — виробництва Німеччини та Італії, а також кілька виробничих машин виробництва Болгарії, Великої Британії та Росії. Виробнича потужність при двозмінному режимі роботи обладнання — 21,66 млрд цигарок на рік. У 2016 році на підприємстві працювало 1007 співробітників.
9 серпня 2021 року США додали «Білоруськалій» в список спеціально позначених громадян і заблокованих осіб. У вересні 2021 року British American Tobacco призупинила співпрацю з Гродненської тютюновою фабрикою.
У 2022 році завод потрапив до санкційних списків Канади, Європейського Союзу та Швейцарії.